# Labarthe-Rivière
Labarthe-Rivière is een gemeente in het Franse departement Haute-Garonne (regio Occitanie). De plaats maakt deel uit van het arrondissement Saint-Gaudens. Labarthe-Rivière telde op 1 januari 2022 1.287 inwoners.

## Geografie
De oppervlakte van Labarthe-Rivière bedroeg op 1 januari 2022 13,65 vierkante kilometer; de bevolkingsdichtheid was toen 94,3 inwoners per km².

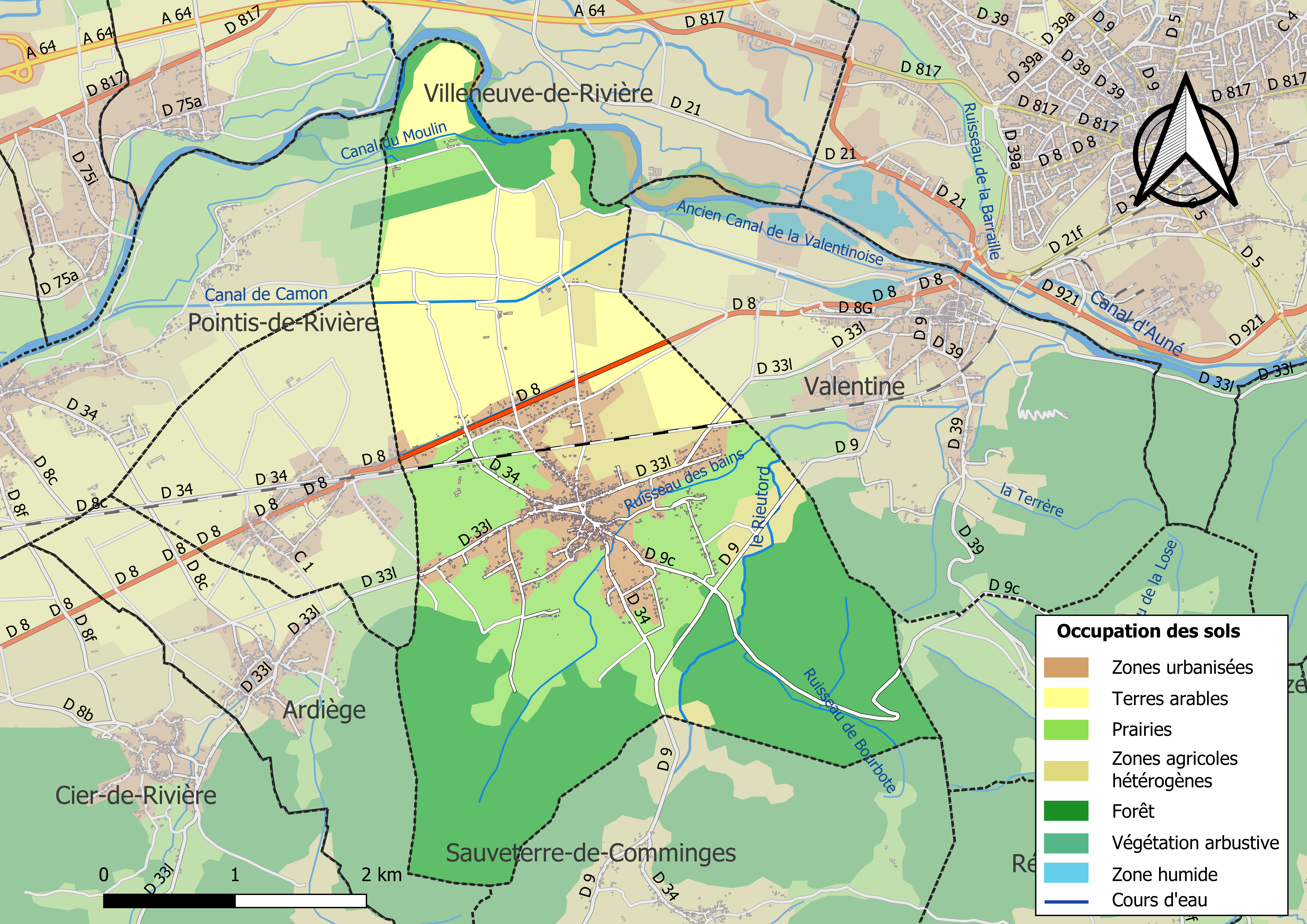
Kaart van de gemeente met belangrijkste infrastructuur, bodemgebruik en omliggende gemeenten

## Demografie
Onderstaande figuur toont het verloop van het inwonertal (bron: INSEE-tellingen).